# Mytran Wars
Mytran Wars è un videogioco strategico a turni sviluppato da StormRegion e pubblicato da Deep Silver per la console portatile PlayStation Portable nel 2009.

## Trama
Nel ventitreesimo secolo le risorse naturali sulla Terra sono completamente esaurite e i conglomerati multinazionali dominanti stanno cercando nello spazio nuovi depositi di materiali utili alla sopravvivenza della specie, in modo da impedire una catastrofe di scala globale. Durante la missione la corporazione Konrad scopre un pianeta chiamato Pythar, che presenta le risorse necessarie e così inizia la colonizzazione. Gli umani non perdono tempo e si recano presso il nuovo mondo a bordo di alcuni mecha ma incontrano gli abitanti extraterrestri della zona e scoppia una grande guerra.

## Modalità di gioco
Il compito del giocatore è quello di guidare le truppe di Konrad in un classico strategico a turni, in cui i propri uomini saranno a bordo di mecha corazzati e personalizzabili tra una missione ed un'altra grazie alle tecnologie, oltre 250, che si potranno trovare sul pianeta. Le tecnologie sono suddivise in sei diverse categorie, raggruppate in diversi "alberi tecnologici". Sono presenti in tutto quattro campagne differenti mentre le modalità sono: Giocatore singolo, Multiplayer online (sia cooperativo che competitivo) e Schermaglia.

## Accoglienza
| Testata                            | Giudizio |
| ---------------------------------- | -------- |
| Metacritic (media al 16-06-2021)   | 68/100   |
| GameRankings (media al 26-08-2019) | 62.33%   |
| IGN                                | 5.8/10   |
| Eurogamer (DEU)                    | 6/10     |
| 4Players.de                        | 73/100   |
| 3D Juegos                          | 79/100   |
| Vandal Online                      | 8/100    |
| SpazioGames.it                     | 7.2/10   |
| Multiplayer.it                     | 7/10     |
| Everyeye.it                        | 7/10     |
| CyberLudus.com                     | 8/10     |
| SuperEva                           | 7.9/10   |
| Gamesurf                           | 7/10     |

Il gioco ha ricevuto recensioni miste o nella media; sull'aggregatore di recensioni Metacritic ha un punteggio del 68% mentre su GameRankings ha il 62.33%.
Ryan Clements di IGN affermò che Mytran Wars offriva ai giocatori un'esperienza di strategia standard con un sacco di macchinari tecnologici, assieme a degli oggetti da utilizzare in missione e una premessa interessante, ma il gioco soffriva di meccaniche ingombranti, una gestione delle unità imbarazzante e uno stile artistico/di scrittura che sembrava essere frutto di uno sforzo amatoriale. Clements concluse la recensione dicendo di valutare attentamente l'acquisto. Martin Kreischer dell'edizione tedesca di Eurogamer scrisse che il gioco soffriva di alcuni difetti. Gli mancavano delle innovazioni che potessero aggiungere qualcosa di veramente nuovo al genere, il punto di varietà non era stato risolto in modo soddisfacente e la presentazione non era esattamente entusiasmante. Oltre alle scene tagliate un po' rozze, i livelli erano monotoni a lungo termine e offrivano poco da vedere. Quest'ultimo dettaglio però non era un problema per i veri titoli tattici, e almeno sotto questo aspetto Mytran Wars offriva prestazioni solide. In gioco in sé funzionava abbastanza bene, a parte alcuni piccoli intoppi.
Benjamin Schmädig di 4Players.de apprezzò Mytran Wars perché riusciva a mettere in scena schermaglie avvincenti in cui solo un buon piano era la madre del successo. La ragione principale di ciò erano le forti possibilità difensive, che gli avversari di solito usavano abilmente. Una formazione adeguata, una difesa attiva e abilità difensive da entrambe le parti potevano garantire che ciascuna delle grandi macchine da combattimento rendesse giustizia al proprio aspetto. La possibilità di acquistare e assemblare le proprie macchine e ricercare nuove attrezzatura tra le missioni dava al giocatore anche l'opportunità di organizzare le fasi di combattimento come meglio credeva. Secondo Schmädig l'unica nota stonata era il fatto che gli sviluppatori si erano fermati a metà nella realizzazione del loro concetto, dato che le missioni seguivano tutte lo stesso schema, la differenza tra le due fazioni non era poi così rilevante e le armi ricercate in seguito avrebbero difficilmente offerto nuove possibilità di gioco. David Hernández di 3D Juegos lo trovò come una proposta innovativa proveniente dal marcato europeo che utilizzava le meccaniche necessarie per rendere appetibile un gioco di questo genere. La sua modalità campagna superava le 30 ore ed era piena di extra e missioni secondarie che invitavano alla sua rigiocabilità. Manca però una modalità multiplayer online e un tocco estetico più vario nei suoi scenari ma senza dubbio mostrava una sezione tecnica e giocabile molto attenta. Hernández concluse l'articolo così: "Un buon punto di riferimento nel nuovo genere di strategia e fantascienza". Damián Riera Muñoz di Vandal Online affermò che Mytran Wars non spiccava soprattutto per l'originalità del suo approccio, ma era senza dubbio un notevole gioco di strategia con un interessante numero di opzioni e una sezione tecnica più che notevole. Inoltre, data la sua enorme estensione, la sua difficoltà regolata e una modalità multiplayer piuttosto succulenta, avrebbe deliziato tutti gli appassionati del genere, anche i più esigenti.
Un recensore di SpazioGames.it trovò il titolo come uno di quelli dedicati agli amanti del genere che non cercavano novità che stravolgessero la categoria, quanto piuttosto un gameplay solido e appagante. Sin dalle prime missioni il titolo di StormRegion riusciva a coinvolgere, grazie anche ai simpatici protagonisti, e la formula a turni che ben si sposava con il concetto di videogioco portatile. Lo consigliò agli appassionati di giochi di strategia, ma anche a chi volesse scoprire un genere diverso dal tipico action pieno di sangue. Concluse sostenendo che sarebbe riuscito a regalare più di una soddisfazione durante i viaggi in treno. Tommaso Pugliese di Multiplayer.it lo vide come un titolo discreto, di stampo decisamente classico, che non aggiungeva nulla di nuovo al genere ma si rivelava fin dalle prime missioni coinvolgente e impegnativo. Il giocatore si trovava a dover ponderare bene ogni mossa e a curare nei minimi dettagli la gestione dei mech e il loro potenziamento, visto che la forza e il numero degli avversari crescevano in modo esponenziale già dopo pochi livelli. Tuttavia l'azione non veniva supportata da una grafica spettacolare, da una parte per colpa dell'uso discutibile dei colori, dall'altro per le location tutt'altro che dettagliate e varie. Inoltre le regolazioni del gameplay non permettevano di rendere rapide le partite, e difatti bisognava necessariamente attendere che l'avversario facesse le proprie mosse durante il suo turno, senza poter saltare la sequenza, e non si potevano muovere nuove unità se prima non si era concluso lo spostamento di quelle a cui si avevano già impartito degli ordini. Pugliese sostenne che ci si trovava dinanzi a un prodotto le cui meccaniche erano troppo legate a quello che era il passato degli strategici a turni, ma con una serie di modifiche si sarebbe potuto ottenere un prodotto decisamente più appetibile, mentre allo stato attuale l'acquisto era consigliato solo agli appassionati irriducibili del genere. Secondo Gabriele Caruolo di Everyeye.it il gioco presentava una trama interessante che nascondeva numerosi colpi di scena, uno stile grafico originale e ricercato ed un gameplay impegnativo fin dalle prime battute. La realizzazione tecnica era discreta, ma lo stile grafico adottato (una via di mezzo tra realismo e fumetti), soprattutto per la resa cromatica particolare, poteva non piacere a tutti. Lo stesso discorso valeva per le cutscene, sempre in stile "fumettoso", ma a tratti un po' troppo stilizzate, con le animazioni "a scatti" tipiche degli anime anni '70. Rimaneva il problema di un ritmo di gioco un po' lento, soprattutto a causa della necessità di aspettare che l'avversario abbia compiuto tutte le sue manovre, prima di lasciare il controllo dell'azione. A causa di questa limitazione, il gioco era consigliato soprattutto agli amanti degli strategici, mentre a tutti gli altri si consigliava una visione prima dell'acquisto.
CyberLudus.com lo considerò certamente un gradevole gioco di strategia con una serie di caratteristiche interessanti e una sezione tecnica notevole. StormRegion e Deep Silver avevano fatto un ottimo lavoro con Mytran Wars arricchendo il titolo di spessore e profondità tali da soddisfare i puristi dei giochi strategici e allo stesso tempo di interessare i neofiti. La storia era avvincente con una trama e delle ambientazioni ben costruite che non rappresentavano un mero pretesto per giocare le singole missioni. Il divertimento "a bordo" dei mech era garantito, sia giocando da soli sia con gli amici, grazie ad un comparto multiplayer di buon livello. L'unica pecca era l'assenza della modalità infrastruttura che avrebbe permesso sfide con i giocatori di tutto il mondo. Le missioni e la stessa storia erano ben realizzate e raccontate, così come le musiche e le voci ottimamente realizzate, anche se quest'ultime non godevano dell'audio in italiano. SuperEva ritenne che Mytran Wars era sicuramente un titolo controcorrente, dato che di esclusive PSP prodotte da terze parti se ne vedevano sempre meno, e gli strategici a turni prodotti in occidente erano rarissimi. Il titolo dei programmatori ungheresi di StormRegion era comunque una manna dal cielo per gli appassionati del genere di riferimento visto che in ogni ambito si dimostrava qualitativamente valido e convincente. Secondo il redattore, poteva rilevarsi attraente anche per chi non aveva mai provato in vita sua questo tipo di interazioni ludiche a patto che non soffrisse di allergia acuta da combattimenti a turni. Fabio Fundoni di Gamesurf fu più positivo nei suoi confronti, dato che affermò che se tutti i giochi con un percorso travagliato avessero raggiunto i livelli di Mytran Wars, i giocatori potevano smettere di preoccuparsi per molti titoli dal futuro incerto in quanto il lavoro svolto dagli sviluppatori era riuscito a sfociare in un risultato più che piacevole, andando a diventare un prodotto da tenere in considerazione per chi fosse stato alla ricerca di un'esperienza legata alla strategia a turni. Questo titolo offriva una qualità tecnica a cavallo tra picchi (grafici) ed alcune carenze (sonore), peccando principalmente in originalità, ma non mancando di divertire. L'augurio di Fundoni fu quello di vederne un seguito capace di ritoccarne alcuni difetti, non dimenticando che, anche in questo primo episodio, i motivi per lanciarsi alla conquista del pianeta Pythar con la propria PSP, c'erano sono davvero tutti.